# Эффективная масса
Эффекти́вная ма́сса — величина, имеющая размерность массы и применяемая для удобного описания движения частицы в периодическом потенциале кристалла. Можно показать, что электроны и дырки в кристалле реагируют на электрическое поле так, как если бы они свободно двигались в вакууме, но с некой эффективной массой, которую обычно определяют в единицах массы электрона {\displaystyle m_{0}} (9,11×10−31 кг). Эффективная масса электрона в кристалле (электрон проводимости), вообще говоря, отлична от массы электрона в вакууме и может быть как положительной, так и отрицательной.

## Понятие эффективной массы

### Изотропный вариант
Если закон дисперсии {\displaystyle E=E({\vec {k}})} электронов в конкретном кристаллическом веществе таков (или с приемлемой точностью может считаться таким), что энергия {\displaystyle E} зависит только от модуля волнового вектора {\displaystyle k}, то эффективной массой электрона, по определению, является величина
{\displaystyle m^{*}=\hbar ^{2}/\left[{{d^{2}E} \over {dk^{2}}}\right]},
где {\displaystyle \hbar } — постоянная Планка-Дирака.
Иногда в целях радикального упрощения этим приближением ограничиваются, как если бы изотропная ситуация была единственной возможной.

### Физический смысл
Скорость движения электрона в кристалле равна групповой скорости электронных волн и определяется как
{\displaystyle v_{g}={\frac {d\omega }{dk}}={\frac {1}{\hbar }}{\frac {dE}{dk}}}.
Здесь {\displaystyle \omega } — частота. Дифференцируя {\displaystyle v_{g}} по времени, определим ускорение электрона:
{\displaystyle a={\frac {dv_{g}}{dt}}={\frac {1}{\hbar }}{\frac {d^{2}E}{dk^{2}}}{\frac {dk}{dt}}}.
Сила, действующая на электрон в кристалле, составляет
{\displaystyle F={\frac {dp}{dt}}=\hbar {\frac {dk}{dt}}},
где {\displaystyle p} — импульс. Из двух последних выражений получается
{\displaystyle a={\frac {1}{\hbar ^{2}}}{\frac {d^{2}E}{dk^{2}}}F={\frac {F}{m^{*}}}},
откуда и виден смысл величины {\displaystyle m^{*}} как некой «массы».

### Типичное поведение
Для свободной частицы закон дисперсии квадратичен и, таким образом, эффективная масса является постоянной и равной массе покоя электрона {\displaystyle m_{0}}. 
В кристалле ситуация более сложна и закон дисперсии отличается от квадратичного. Тем не менее, кривая закона дисперсии {\displaystyle E({\vec {k}})} вблизи своих экстремумов часто неплохо аппроксимируется параболой — и тогда эффективная масса {\displaystyle m^{*}} также будет константой, хотя и отличной от {\displaystyle m_{0}}. При этом {\displaystyle m^{*}} может оказаться и положительной (вблизи дна зоны проводимости), и отрицательной (вблизи потолка валентной зоны).
Далеко от экстремумов эффективная масса, как правило, сильно зависит от энергии {\displaystyle E} (формулировка «зависит от энергии» уместна только для изотропного случая), и тогда оперирование ею перестаёт приносить какие-либо удобства.

### Анизотропия массы
В общем случае эффективная масса зависит от направления в кристалле и является тензором. Принято говорить о тензоре обратной эффективной массы, его компоненты находятся из закона дисперсии {\displaystyle E=E({\vec {k}})}:
{\displaystyle \left({\frac {1}{m^{*}}}\right)_{i,j}={\frac {1}{\hbar ^{2}}}{\frac {\partial ^{2}E}{\partial k_{i}\partial k_{j}}}},
где {\displaystyle {\vec {k}}} — волновой вектор с проекциями {\displaystyle k_{x}}, {\displaystyle k_{y}}, {\displaystyle k_{z}} на оси декартовой системы координат. Тензорная природа эффективной массы иллюстрирует тот факт, что в кристаллической решётке электрон движется как квазичастица, параметры движения которой зависят от направления относительно кристаллографических осей кристалла. При этом значения {\displaystyle (1/m^{*})_{i,j}} зависят не от энергии, а от состояния, задаваемого вектором {\displaystyle {\vec {k}}}.  
Есть и другие подходы для вычисления эффективной массы электрона в кристалле.
Как и в изотропном приближении, использование тензора обратной эффективной массы в основном ограничено областями вблизи экстремумов функции {\displaystyle E({\vec {k}})}. Вне этих областей — как, например, в случае анализа поведения популяции горячих электронов — рассматриваются непосредственно зависимости {\displaystyle E({\vec {k}})}, которые табулируются.

## Величина для некоторых полупроводников
Характерные значения эффективной массы составляют от долей до единиц {\displaystyle m_{0}}, чаще всего около {\displaystyle 0.5m_{0}}.
В таблице указаны продольная ({\displaystyle m_{l}}) и поперечная ({\displaystyle m_{t}}) эффективные массы, а также эффективная масса проводимости ({\displaystyle m_{\sigma n}}), плотности состояний ({\displaystyle m_{dn}}), электронов ({\displaystyle m_{e}^{*}}) и дырок ({\displaystyle m_{h}^{*}}) для важнейших полупроводников — простых веществ IV группы и бинарных соединений AIIIBV и AIIBVI. Все значения представлены в единицах массы свободного электрона {\displaystyle m_{0}}.
Эффективная масса электрона ({\displaystyle m_{e}^{*}}) определяется как среднее значение продольной ({\displaystyle m_{l}}) и поперечной ({\displaystyle m_{t}}) эффективных масс: {\displaystyle m_{e}^{*}=(m_{l}*m_{t}^{2})^{1/3}}.
Эффективная масса проводимости ({\displaystyle m_{\sigma n}}) используется для оценки подвижности электронов и проводимости и рассчитывается по формуле {\displaystyle {1 \over m_{\sigma n}}={1 \over 3}[{1 \over m_{l}}+{2 \over m_{t}}]}.
Эффективная масса плотности состояний ({\displaystyle m_{dn}}) учитывает плотность квантовых состояний в зоне проводимости: {\displaystyle m_{dn}=(M^{2}*m_{l}*m_{t})^{1/3}}. Она особенно важна для расчета концентраци носителей заряда.
| Материал  | {\displaystyle m_{l}} | {\displaystyle m_{t}} | {\displaystyle m_{\sigma n}} | {\displaystyle m_{dn}} | {\displaystyle m_{e}^{*}} | {\displaystyle m_{h}^{*}} |
| --------- | --------------------- | --------------------- | ---------------------------- | ---------------------- | ------------------------- | ------------------------- |
| Группа IV |                       |                       |                              |                        |                           |                           |
| Si        | 0,98                  | 0,19                  | 0,26                         | 1,08                   | 0,33                      | 0,49                      |
| Ge        | 1,64                  | 0,082                 | 0,33                         | 0,55                   | 0,22                      | 0,28                      |
| AIIIBV    |                       |                       |                              |                        |                           |                           |
| GaAs      | 0,067                 |                       | 0,067                        | 0,1                    | 0,067                     | 0,082                     |
| InSb      | 0,0145                |                       | 0,0145                       | 0,015                  | 0,0145                    | 0,4                       |
| AIIBVI    |                       |                       |                              |                        |                           |                           |
| ZnSe      | 0,16                  | 0,4                   | 0,2                          | 0,45                   | 0,29                      | 0,45                      |
| ZnO       | 0,27                  | 0,27                  | 0,27                         | 0,4                    | 0,27                      | 0,4                       |

На этом сайте приводится температурная зависимость эффективной массы для кремния.

## Экспериментальное определение
Традиционно эффективные массы носителей измерялись методом циклотронного резонанса, в котором измеряется поглощение полупроводника в микроволновом диапазоне спектра в зависимости от индукции магнитного поля {\displaystyle B}. Когда микроволновая частота равняется циклотронной частоте {\displaystyle \omega _{c}={\frac {eB}{m_{c}}},} в спектре наблюдается острый пик ({\displaystyle m_{c}} - циклотронная масса). В случае квадратичного изотропного закона дисперсии носителей заряда {\displaystyle E({\vec {k}})=\hbar ^{2}k^{2}/2m^{*}} эффективная и циклотронная массы совпадают, {\displaystyle m_{c}=m^{*}}.  В последние годы эффективные массы обычно определялись из измерения зонной структуры с использованием таких методов, как фотоэмиссия с угловым разрешением (ARPES), или более прямым методом, основанным на эффекте де Гааза — ван Альфена.
Эффективные массы могут также быть оценены при использовании коэффициента γ из линейного слагаемого низкотемпературного электронного вклада в теплоёмкость при постоянном объёме {\displaystyle c_{v}.} Теплоёмкость зависит от эффективной массы через плотность состояний на уровне Ферми.

## Значимость эффективной массы
Как показывает таблица, полупроводниковые соединения AIIIBV, такие, как GaAs и InSb, имеют намного меньшие эффективные массы, чем полупроводники из четвёртой группы периодической системы — кремний и германий. В самой простой теории электронного транспорта Друде дрейфовая скорость носителей обратно пропорциональна эффективной массе: {\displaystyle {\vec {v}}={\begin{Vmatrix}\mu \end{Vmatrix}}\cdot {\vec {E}},} где {\displaystyle {\begin{Vmatrix}\mu \end{Vmatrix}}={\frac {e\tau }{\begin{Vmatrix}m^{*}\end{Vmatrix}}}}, {\displaystyle \tau } — время релаксации по импульсам и {\displaystyle e} — заряд электрона. Быстродействие интегральных микросхем зависит от скорости носителей, и, таким образом, малая эффективная масса — одна из причин того, что GaAs и другие полупроводники группы AIIIBV используются вместо кремния в приложениях, где требуется широкая полоса пропускания.
В случае переноса электронов и дырок через тонкий полупроводниковый или диэлектрический слой посредством туннельного эффекта эффективная масса в этом слое влияет на коэффициент прохождения (уменьшение массы влечёт увеличение коэффициента прохождения) и, следовательно, на ток.

## Эффективная масса плотности состояний
Поведение плотности состояний электронов и дырок вблизи краёв зон аппроксимируется формулами
{\displaystyle \rho _{e}(E)=4\pi \left({\frac {2m_{dc}}{h^{2}}}\right)^{3/2}{\sqrt {E-E_{c}}},\qquad \rho _{h}(E)=4\pi \left({\frac {2m_{dv}}{h^{2}}}\right)^{3/2}{\sqrt {E_{v}-E}}},
где {\displaystyle E_{v}} и {\displaystyle E_{c}} — энергии краёв валентной зоны и зоны проводимости, соответственно, {\displaystyle h} — постоянная Планка. Входящие сюда величины {\displaystyle m_{dv}}, {\displaystyle m_{dc}} носят название эффективных масс плотности состояний. Для изотропного параболического закона дисперсии они совпадают с эффективными массами {\displaystyle m^{*}} (раздельно для электронов и дырок), а в более сложных анизотропных случаях находятся численно, с усреднением по направлениям.

## Обобщения
Понятие эффективной массы в физике твёрдого тела используется не только применительно к электронам и дыркам. Оно обобщается на другие квазичастицы (типы возбуждений), такие как фононы, фотоны или экситоны, с теми же формулами для расчёта (только подставляются законы дисперсии, соответственно, для фононов и так далее). Тем не менее, основным применением термина всё же является именно кинетика электронов и дырок в кристаллах.